# Urophora trivirgulata
Urophora trivirgulata är en tvåvingeart som beskrevs av Foote 1960. Urophora trivirgulata ingår i släktet Urophora och familjen borrflugor. Inga underarter finns listade i Catalogue of Life.